# Vincent i Doktor
Vincent i Doktor (ang. Vincent and the Doctor) – dziesiąty odcinek piątej serii brytyjskiego serialu science-fiction pt. Doktor Who. Premiera odbyła się 5 czerwca 2010 roku na kanale BBC One. Odcinek został wyreżyserowany przez Jonny'ego Campbella, a scenariusz napisał Richard Curtis. Polska premiera odbyła się 9 września 2011.

## Fabuła
Doktor i Amy odwiedzają Musée d’Orsay w Paryżu, gdzie wpatrują się w obrazy namalowane przez Vincenta van Gogha. W obrazie pt. Kościół w Auvers Doktor zauważa tajemniczą postać w jednym z okien. Wraz z Amy Doktor postanawia cofnąć się w czasie by wytłumaczyć z van Goghem, kim jest ta postać. W 1890 roku Doktor i jego towarzyszka znajdują go w kawiarni w Arles, gdzie nie jest lubiany. Podczas krótkiej rozmowy artysty z przybyszami, ktoś krzyknął. Okazało się, że dotyczyło to morderstwa młodej dziewczyny. Wtedy mieszkańcy Arles zaczęli obwiniać van Gogha o całe zajście. Po tym incydencie van Gogh pozwala Doktorowi i Amy zatrzymać się na kilka dni.
Tego wieczoru, van Gogh wyznaje Doktorowi, że jego obrazy dla ówczesnych ludzi się nie liczą. Mówi mu również, że on "słyszy kolory". W tym czasie Amy zostaje zaatakowana przez niewidzialną bestie. Jedyną osobą, która ją widzi jest van Gogh. Doktor odkrywa że jest ona potworem o nazwie "Krafayis". Wiedząc że potwór pojawi się w kościele, Doktor, Amy i van Gogh idą tam. Następnego poranka Vincent wstaje zrozpaczony. Doktor i Amy wiedząc że wieczorem w pobliskim kościele pojawi się Krafayis, postanawiają iść tam. Gdy wychodzą artysta do nich dochodzi, w celu namalowania obrazu.
Doktor postanawia sam pójść do kościoła, a Vincenta i Amy zostawić na zewnątrz. Plan jednak się nie udaje, gdyż Amy i Vincent z czasem pojawiają się. Vincent by pomóc przybyszom, opisuje każdy ruch potwora. W końcu Doktor odkrywa że Krafayis jest ślepy oraz opuszczony. Po pewnym czasie Vincent zabija potwora sztalugą. Gdy "trójka" powraca do domu Vincenta, artysta opisuje nocne niebo.
Następnego dnia, Amy i Doktor opuszczają czasy van Gogha. W ostatniej chwili Doktor oferuje Vincentowi podróż TARDIS do Musée d'Orsay. Gdy artysta zobaczył całą wystawę swoich malowideł, był zaskoczony. Pod koniec swojej wizyty w czasach współczesnych, usłyszał od kuratora sztuki że Vincent van Gogh był dla niego najwybitniejszym malarzem z wszystkich. Gdy Amy i Doktor odwożą Vincenta do domu, towarzyszka ma nadzieje zobaczyć więcej eksponatów w muzeum, jednak ich nie ma. Jednak, po pewnej chwili zauważa na obrazie Słoneczniki dedykacje "dla Amy".

### Nawiązanie do innych historii
- Amy zwraca uwagę Doktorowi, że ostatnio zabrał ją do wielu ciekawych miejsc. Doktor w ten sposób chciał wynagrodzić śmierć jej chłopaka, Rory'ego, którego nie pamięta, bo został usunięty z historii.
- W odcinku zostało wykorzystane zdjęcie pierwszego i drugiego Doktora[5].
- Pod koniec odcinka zostaje pokazana szczelina w czasie co jest motywem całej serii.

## Produkcja

### Scenariusz
Scenarzysta Richard Curtis był wcześniej producentem charytatywnego spin-offu pt. Doctor Who and the Curse of Fatal Death z 1999 roku. W oparciu o doświadczenie Curtisa, Steven Moffat zaproponował mu prace nad tym odcinkiem.
W ramach przygotowań Curtis przeczytał 200-stronicową biografię Vincenta van Gogha oraz przygotował odbitki jego obrazów. Przyznał również, że niektóre pomysły podsunęły mu jego dzieci.
Początkowo tytuł odcinka miał nosić nazwę Eyes that See the Darkness (pl: Oczy które widzą mrok), jednak później zrezygnowano z tego tytułu.

### Filmowanie

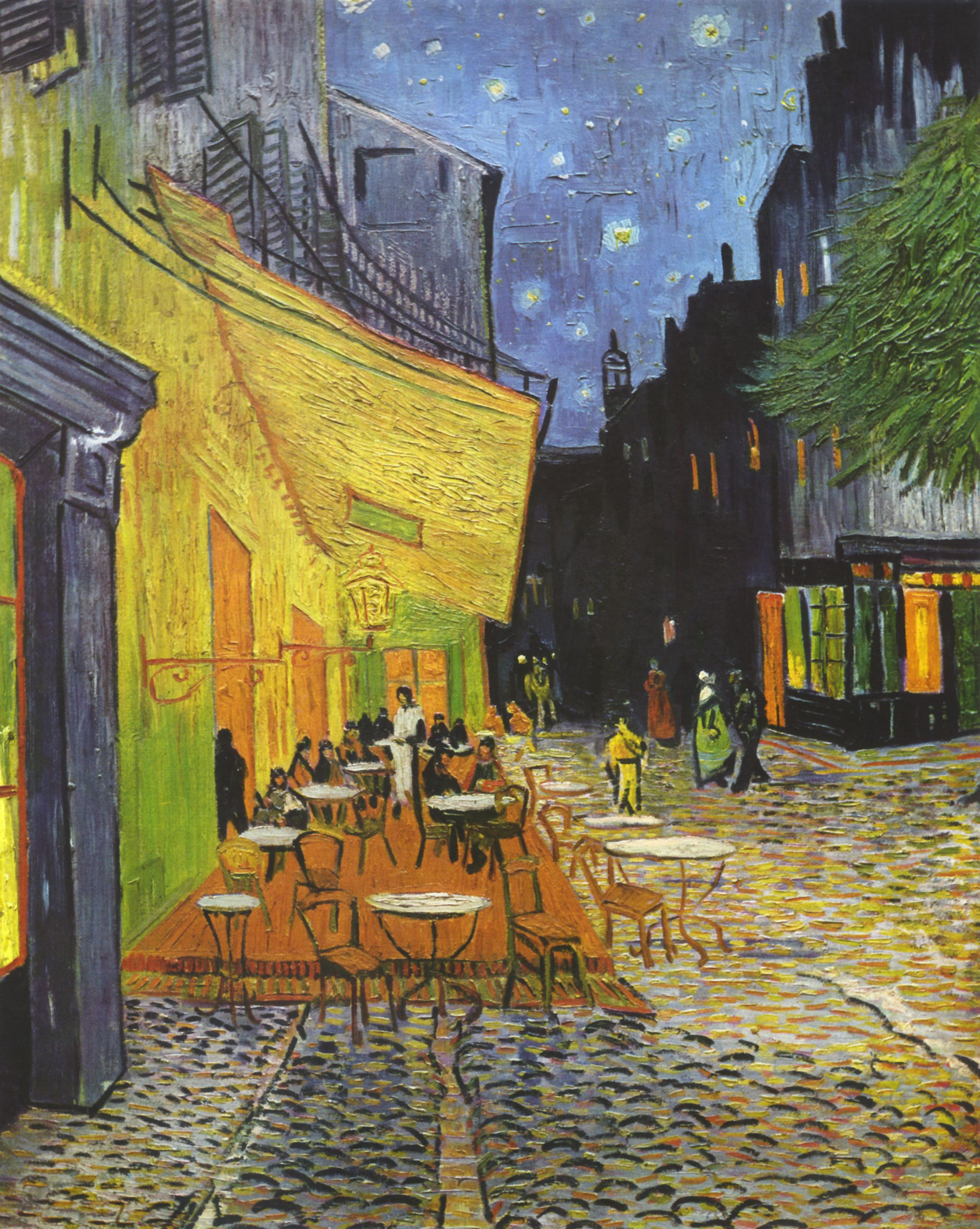
Producenci przerobili kawiarnię w Chorwacji by przypominała tę z obrazu Taras kawiarni w nocy, Vincenta van Gogha.

Sceny w większości zostały nakręcone w chorwackiej miejscowości Trogir. W tej samej miejscowości kręcony był odcinek Wampiry w Wenecji. Zdjęcia wykonano w listopadzie 2009. National Museum Cardiff posłużyło za Musée d’Orsay.
Niektóre obrazy van Gogha pomogły przy tworzeniu scenografii odcinka. Jednym z takich obrazów jest Taras kawiarni w nocy, który posłużył jako wskazówka dla scenografii kawiarni, w której Doktor i Amy spotykają Vincenta. Innym z takich obrazów był Pokój van Gogha w Arles, który posłużył do stworzenia sypialni van Gogha.
W serialu została wykorzystana piosenka „Chances” brytyjskiego zespołu rockowego Athlete.